# Carpodiptera
Carpodiptera  es un género de plantas con flores con trece especies perteneciente a la familia Malvaceae. Es originario de África tropical y del Caribe. Fue descrito por August Heinrich Rudolf Grisebach  y publicado en Plantae Wrightianae  1: 1643 - 164, en el año 1859. La especie tipo es Carpodiptera cubensis Griseb.

## Especies
| - Carpodiptera africana - Carpodiptera ameliae - Carpodiptera boivini - Carpodiptera cubensis Griseb. - majagua de pinar o de costa - Carpodiptera floribunda - Carpodiptera hexaptera - Carpodiptera mariarum | - Carpodiptera minor - Carpodiptera mirabilis - Carpodiptera ophiticola - Carpodiptera sansibarensis - Carpodiptera schomburgkii - Carpodiptera simonis |